# Макеев, Владимир Васильевич (футболист)
Влади́мир Васи́льевич Маке́ев (род. 14 октября 1963) — советский и российский футболист. Играл на позициях полузащитника и нападающего в различных футбольных клубах СССР и России. Провёл за карьеру 396 матчей (8 в кубках), в которых забил 96 голов (2 в кубках). Ни разу не играл в высших лигах чемпионатов СССР и России. Отец футболиста Евгения Макеева.

## Достижения
- Победитель первой лиги Чемпионата России 1993 года.